# هایاتو ماتسوئو
هایاتو ماتسوئو (ژاپنی: 松尾早人؛ زادهٔ ۱۳ اوت ۱۹۶۵) موسیقی‌دان، آهنگساز، ارکستراتور و تنظیم‌کننده اهل ژاپن است. وی از سال ۱۹۹۱ میلادی تاکنون مشغول فعالیت بوده‌است.
از فیلم‌ها یا مجموعه‌های تلویزیونی که وی در آن‌ها نقش داشته‌است، می‌توان به مجموعهٔ بینوایان اشاره نمود.